# Râmnicu Vâlcea
Râmnicu Vâlcea (również: Rîmnicu Vîlcea) – miasto nad rzeką Alutą, w Karpatach, w Rumunii, stolica okręgu Vâlcea. W 2021 roku liczyło 82 471 mieszkańców.

## Historia
Nazwa "Vâlcea" po raz pierwszy pojawia się w pisanych źródłach w 1388 roku, ale okolice miasta zamieszkane były już w czasach prehistorycznych. Jako że osada leżała (i nadal leży) na ważnym szlaku łączącym Siedmiogród i Wołoszczyznę, dynamicznie rozwijała się jako ośrodek wymiany handlowej. Mieszkańcy miasta i okręgu dołączyli w 1821 roku do Tudora Vladimirescu w jego powstaniu antyfeudalnym. Podczas Wiosny Ludów w 1848 w Râmnicu Vâlcei powstał obecny hymn Rumunii, Deșteaptă-te, române!. Nieopodal miasta, w Râureni stacjonował wołoski generał Gheorge Magheru.
W czasach komunistycznych w mieście i okolicy wybudowano liczne zakłady przemysłowe, co doprowadziło do znacznego wzrostu liczby mieszkańców. 
W latach 90. XX wieku oraz na początku XXI wieku stało się sławne jako ośrodek przestępczości komputerowej i zyskało przydomek Hackerville.

## Gospodarka
W mieście rozwinął się przemysł elektromaszynowy, chemiczny, drzewny oraz skórzany, jest stacja kolejowa Râmnicu Vâlcea.

## Galeria

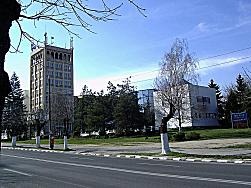
Centrum Râmnicu Vâlcea
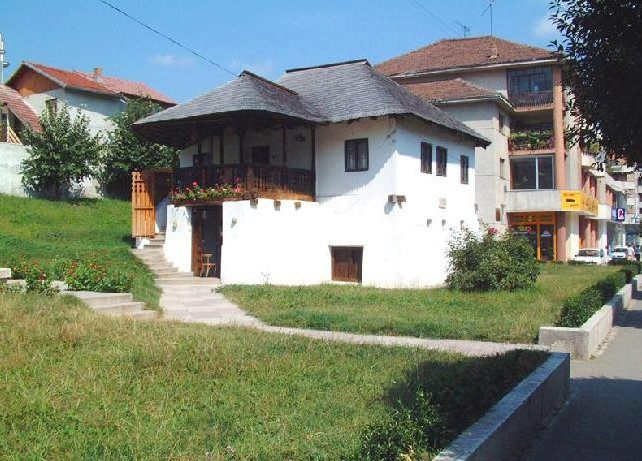
Dom z XIX w. muzyka i poety Antona Pann przy ul. Știrbei Vodă w Râmnicu Vâlcea